# Tetrax
Tetrax is een geslacht van vogels uit de familie van de trappen (Otididae).

## Soorten
Het geslacht kent de volgende soort:
- Tetrax tetrax – Kleine trap